# Thomas Gilbert (navigateur)
Pour les articles homonymes, voir Thomas Gilbert et Gilbert.

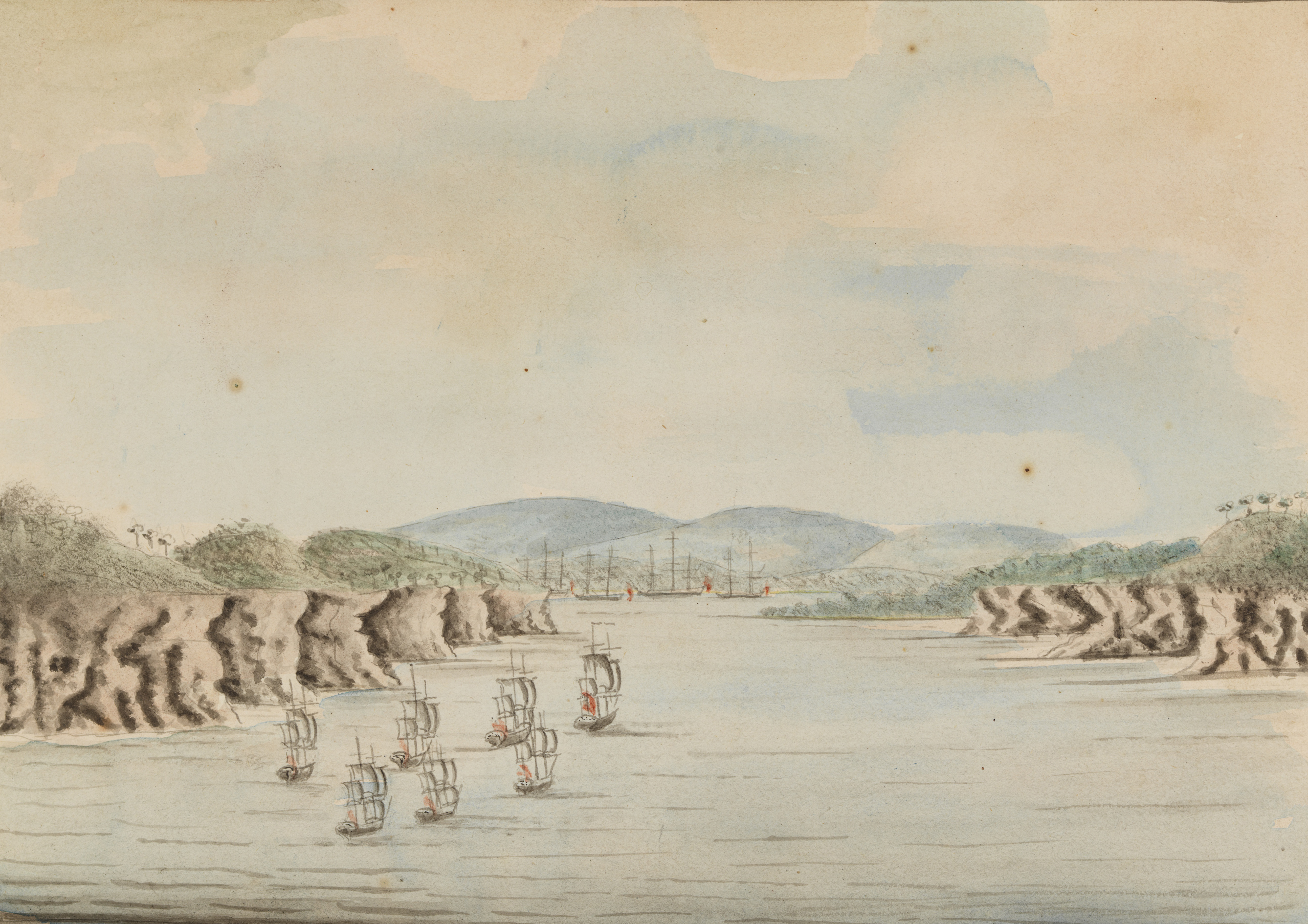
La First Fleet à Botany Bay, gravure de William Bradley, 1802.

Thomas Gilbert est un capitaine de la Royal Navy qui dirige en 1788 à bord de la Charlotte (en), un transport de bagnards de la First Fleet, une traversée entre Botany Bay (en Australie), où il a laissé sa première cargaison de condamnés au bagne (en), et Canton en Chine. Il effectue cette traversée de conserve avec le capitaine John Marshall. Ces deux noms seront donnés ultérieurement (vers 1820),  par l'amiral Johann Adam von Krusenstern et par le capitaine Louis Isidore Duperrey, aux îles Gilbert et aux îles Marshall, deux archipels composés d'atolls que ces deux capitaines britanniques traversent sans les explorer et sans avoir conscience qu'il s'agit d'archipels.